# Ȓ
Ȓ ، ȓ یکی از حروف الفبای لاتین است. از این حرف برای تشریح آوانویسی زبان کرواتی استفاده می‌شود.

## منبع
Wikipedia contributors, "Ȓ," Wikipedia, The Free Encyclopedia, http://en.wikipedia.org/w/index.php?title=%C8%92&oldid=607665411 (accessed June 24, 2014). 